# Povijest Filipina
Povijest Filipina je povijest prostora današnjih Filipina i naroda Filipinaca od prapovijesti do danas.
Pretpostavlja se kako su se prvi Filipinosi, pripadnici plemena Aeta, prije oko 25 000 godina doselili s azijskog kopna prešavši preko prevlake, koja je u to doba još postojala. Za njima su se prije otprilike 6000 godina te ponovno oko 1000. pr. Kr. naselili, takozvani Protomalajci, pomorci koji su preko Tajvana naseljavali obale Filipina i Indonezije. Oni su uveli način života karakterističan za mlađe kameno doba poput poljoprivrede (obrada rižinih polja pod vodom) i novog oruđa, te su potisnuli Aete u brda. Doseljenici su dolazili s juga i zauzimali posjede na sjeveru kako su dolazili. Najnoviji rezultati pokazuju, da su filipinski otoci možda naseljeni od doba pleistocena.
Oko 300. pr. Kr. na obale Filipina pristaju Deuteromalajci, koji dolaze u velikim brodovima na vesla, barangayima. Oni su primjenom novih tehnika, kao što je obrada metala i tkanje označili kraj kamenog doba. Društvene odnose organizirali su u hijerarhiju sličnu onoj na brodu. I danas se jedna seoska zajednica na Filipinima zove Barangay.
Bilo je mnogo malih državica austronezijskih plemena, plemena Negrito i drugih. Bilo je i muslimanskih doseljenika iz Malezije, poput Sharifa Kabungsuwana, koji je bio prvi sultan od Maguindanaoa na Filipinima.

### Kolonijalno doba
Portugalac Ferdinand Magellan, navigator u službi kralja Španjolske, pristao je u ožujku 1521. na otok Samar ploveći pod španjolskom zastavom od rta Horn prema Molučkim otocima. Zahvaljujući njemu, osobito imajući na umu da je istražio i ostale otoke ovoga arhipelaga pokrštavajući usput urođenike, zapadni svijet je doznao za postojanje ove otočne skupine. U razdoblju vladavine kralja Filipa II., Miguelu Lópezu de Legazpiju pošlo je za rukom da uime španjolskog kralja zaposjedne otoke Visayas. Istodobno je arhipelagu nadjenuo ime Las Islas Felipinas, Filipinski otoci, čime je označen službeni početak španjolske kolonijalne vladavine koja će potrajati 333 godine. Za vrijeme kolonijalne vladavine Manila se razvila u pokretača jugoistične Azije. Između 1604. i 1815. odatle su do Acapulca u Meksiku, jedanput do dvaput godišnje, plovili slavni manilski galeoni natovareni porculanom, svilom, parfemima i začinima. Na povratku su se na brod ukrcavali novi doseljenici, misionari i državni službenici. Misionarstvo se odvijalo uspješno i brzo. U provincijskim gradovima vladali su alkaldi, mjesni suci, koji su se doseljavali na Filipine bez ikakve imovine. Urođenike se prisiljavalo da alkaldima prodaju svoje proizvode i od njih kupuju njihove po cijenama koje bi ovi odredili. Posljedice ovakva načina gospodarenja na dobrobit samo jedne strane osjećaju se još i danas, naime korupcija i nepotizam među birokracijom su jako rašireni. Francuska revolucija 1789. utrla je put društvenim promjenama i na Filipinima, no istinski napredak nastupa tek u 19. stoljeću usporednu s buđenjem nacionalne svijesti i pozivom na slobodu.

### Američka okupacija
U Španjolsko-američkom ratu 1898. Amerikanci osvajaju Filipine. No isprva obećana neovisnost još nije stečena. Na poticaj ilegalne organizacije Katipunan pokrenut je još u doba španjolske vlasti opći ustanak na čelu s Emiliom Aguinaldom, koji je 12. lipnja 1898. proglasio neovisnost Filipina i stao na čelo republike koja se nalazila u gerilskom ratu. Prvi civilni guverner Filipina postao je 1901. kasniji američki predsjednik William Howard Taft. Pod njegovom upravom Amerikanci su ulagali u infrastrukturu i školstvo. Filipinci su postupno stekli autonomiju na regionalnoj razini, a potom 1935. i djelomičnu državnu autonomiju. Za prvog predsjednika izabran je Manuel L. Quezon. Tijekom II. svjetskog rata filipinsko-američki odnosi stavljeni su na tešku kušnju. Nakon napada na Pearl Harbor 1941. uslijedila je japanska invazija na obale Filipina. Tako je zemlja 1942. potpala pod japanski nadzor. Japan je u listopadu 1943. proglasio Filipinsku republiku i imenovao Josea Laurela njezinim predsjednikom. Amerikanci su već 1944. ponovno osvojili Filipine, a Japanci su kapitulirali 1945. godine.

### Neovisnost i razdoblje poslije Drugog svjetskog rata
Predsjednik Manuel A. Roxas koji je izabran u travnju 1946., proglasio je 4. srpnja iste godine neovisnost Filipina. Zemlja je dobila ustav po uzoru na američki. Godine 1965., predsjednik je postao Ferdinand Marcos. Kako bi izbjegao reformu Ustava predviđenu za 1973., kojom je predsjednička republika trebala postati parlamentarna, on je godinu dana prije toga u zemlji proglasio izvanredno stanje koje je potrajalo sve do 1981. godine. Potom je zemljom vladao diktatorski. Korupcija i nepotizam, kojima je vlastiti narod opljačkao za nekoliko milijardi američkih dolara, poprimile su dotad nepojmljive razmjere. Vrhunac državnog kriminala bilo je ubojstvo vođe opozicije Beninga Aquina pri njegovu povratku iz progonstva. Rastući otpor stanovništva i završetak američka potpore natjerali su Marcosa na bijeg iz zemlje s rastrošnom suprugom Imeldom Marcos. Godine 1986. predsjednica je postala Aquinova udovica Corazon Aquino. Ona je novim ustavom spriječila zloporabu predsjedničke vlasti ograničivši mandat predsjednika na šest godina, a trajanje izvanrednog stanja na najviše 60 dana. Prva se odluka međutim pokazala kao politička prepreka, prije svega u slučaju predsjednika Fidela Ramosa, izabranog 1992., koji je u okviru projekta Philippines 2000 osjetno poboljšao prilike u zemlji, i to obzirnom ekonomskom politikom, borbom protiv siromaštva, oštrim mjerama štednje i suzbijanjem nepotizma. Njega je na položaju naslijedio Joseph Estrada za čijeg je mandata zemlja ponovno krenula unatrag. Međutim, narodu se više nije svidio ponovni povratak na staro korupcijsko gospodarstvo pa je Estradu početkom 2001. otjerao s položaja nakon samo tri godine mandata. Mjegovo mjesto je zauzela dotadašnja potpredsjednica, Gloria Macapagal-Arroyo, koja je i 2004. osvojila predsjednički mandat. U svibnju 2010. predsjednik je postao Benigno Aquino III.